# 青島 (徳島県)
青島（あおしま）は、徳島県阿南市にある島である。

## 地理
阿南市地内、富岡港沖にある無人島で淡島とも呼ばれている。桑野川の川口、福村港から2kmの海上に位置する。面積は0.1km2。島内には1953年4月21日に設置された青島灯台がある。
近くの中津島・烏帽子島・丸島とその周辺に点在する磯を含めて福村磯と呼ばれ、チヌの磯釣場として有名である。

## 施設
- 青島灯台 - 1953年4月21日設置